# Uta Bretschneider
Uta Bretschneider (* 14. Februar 1985 in Burgstädt) ist eine deutsche Kulturwissenschaftlerin und Museumsdirektorin. Bretschneider war von 2016 bis 2020 Direktorin des Hennebergischen Museums Kloster Veßra und ist seit 2020 Direktorin des Zeitgeschichtlichen Forums Leipzig, eines Standorts der Stiftung Haus der Geschichte der Bundesrepublik Deutschland.

## Leben
Bretschneider begann 2003 ein Studium der Volkskunde und Kulturgeschichte sowie der Soziologie an der Friedrich-Schiller-Universität Jena, das sie 2008 mit dem Magister Artium beenden konnte. 2009 wurde sie Mitarbeiterin am Hennebergischen Museum in Kloster Veßra. Von 2011 bis 2014 erhielt sie das Immanuel-Kant-Promotionsstipendium, 2014 wurde sie an der Universität Jena zum Dr. phil. promoviert. Ihre Dissertationsschrift zum Thema Flüchtlinge und Vertriebene als Neubauern in der DDR erschien 2016 mit dem Titel Vom Ich zum Wir? Flüchtlinge und Vertriebene als Neubauern in der LPG als 53. Band der Reihe Schriften zur sächsischen Geschichte und Volkskunde im Leipziger Universitätsverlag. Für die Arbeit wurde sie 2016 mit dem Georg R. Schroubek-Dissertationspreis des Instituts für Volkskunde/Europäische Ethnologie der Ludwig-Maximilians-Universität München ausgezeichnet.
Bereits 2011 wurde Bretschneider Wissenschaftliche Hilfskraft, ab 2014 Wissenschaftliche Mitarbeiterin, am Institut für Sächsische Geschichte und Volkskunde in Dresden. Im Dezember 2016 übernahm sie als Direktorin die Leitung des Hennebergischen Museums Kloster Veßra. Im Dezember 2019 gab das Kuratorium der Stiftung Haus der Geschichte der Bundesrepublik Deutschland bekannt, das Bretschneider die Nachfolge von Jürgen Reiche als Leiterin des Zeitgeschichtlichen Forums in Leipzig übernehmen soll. Die Entscheidung des Kuratoriums wurde einstimmig getroffen. Seit dem 1. April 2020 ist Bretschneider Direktorin dieses Museums in Leipzig. 
Uta Bretschneider ist Autorin und Herausgeberin zahlreicher Fachveröffentlichungen. Zu ihren Forschungsschwerpunkten gehören unter anderem die DDR-Alltagskultur, die Geschichte des ländlichen Raumes und Biografieforschung sowie die Industriekultur und Borderscapes. Sie ist Mitglied im Wissenschaftlichen Beirat der Stiftung Reichspräsident-Friedrich-Ebert-Gedenkstätte und Vorstandsmitglied des Sächsischen Museumsbundes.

## Veröffentlichungen (Auswahl)
- mit Jens Schöne: Provinzlust – Erotikshops in Ostdeutschland. Berlin 2024, ISBN 978-3-96289-198-5
- Heimat. Räume, Gefühle, Konjunkturen. Landeszentrale für politische Bildung Thüringen, Erfurt 2019, ISBN 978-3-946939-65-8.
- LPG-Dinge. Erinnerungen an die Landwirtschaft der DDR. mit Lena Panzer-Selz, hesperus print, Dresden 2019, ISBN 978-3-946339-24-3.
- Mika & Luki unterwegs in Südthüringen. Erlebnis Museum. (Mitherausgeberin und Mitautorin), Landkreis Hildburghausen / Landkreis Sonneberg, 2018.
- Neue Heimat Thüringen? Flüchtlinge und Vertriebene um 1945. Landeszentrale für Politische Bildung Thüringen, Erfurt 2016, ISBN 978-3-943588-87-3.
- Vom Ich zum Wir? Flüchtlinge und Vertriebene als Neubauern in der LPG. (Dissertationsschrift), Leipziger Universitätsverlag, Leipzig 2016, ISBN 978-3-96023-006-9.
- Wolle aus Amerika. Erkundungen zu Spinnerei und Siedlung im Muldental. Verlag der Kunst, Dresden 2014, ISBN 978-3-86530-204-5.
- Kapital – Konflikte – Kalkül. Ländlicher Alltag in Sachsen im 19. Jahrhundert. als Mitautorin, Thelem, Dresden 2012, ISBN 978-3-942411-82-0.